# Cybersonic Superchrist
Cybersonic Superchrist är The Project Hate MCMXCIXs första studioalbum, utgivet den 14 februari 2000. Det producerades av Dan Swanö och Lord K. Philipson. Det var enligt bandets officiella webbplats en enkel skiva att göra. Gitarrerna spelades in i Lord K.:s hemmastudio, vilket innebar att de inte hade någon som helst stress på sig. Rytmgitarrerna tog ett par dagar att spela in, och efter det fortsatte inspelningen av albumet i en källarlokal där Dan Swanö hade sin studio, där Jörgen Sandström och Mia Ståhl spelade in sin sång. Titeln kom Lord K. på, genom att han vaknade mitt i natten med orden "Supersonic Cyberchrist" i huvudet. Han bestämde sig sedan för att ändra om orden till "Cybersonic Superchrist", då han tyckte det lät coolare.

## Låtlista
1. The Divine Burning of Angels – 6:11
2. The Swarming of Whores – 6:52
3. Selfconstructive Once Again – 6:57
4. Shape, Memory, Murder – 6:57
5. Nine Spectrums of Impurity – 3:34
6. Soul Infliction – 7:53
7. Oceans of Seemingly Endless Bleeding – 5:59
8. Christianity Delete – 7:54
9. With Desperate Hands So Numb – 8:30

## Medverkande
The Project Hate MCMXCIX
- Lord K. Philipson – gitarr, basgitarr, programmering, keyboard, bakgrundssång
- Jörgen Sandström – sång
- Mia Ståhl – sång

Produktion
- Mr. Dan Swanö – musikproducent, ljudmix
- Mr. Kenth Philipson – ljudtekniker
- Mr. Mats Wiman – foto
- Ms. Anna Carlsson – foto
- Mr. Mikael Turesson – omslagsdesign